# Marschall von Italien
Der Rang Marschall von Italien (italienisch Maresciallo d’Italia) war im faschistischen Italien der höchste militärische Dienstgrad beim Heer. Bei der Luftwaffe gab es daneben den gleichrangigen Maresciallo dell’Aria (Luftmarschall), bei der Marine den Grande Ammiraglio (Großadmiral).

## Geschichte
Der Dienstgrad Marschall von Italien wurde 1924 von Benito Mussolini eingeführt, um die Generale Luigi Cadorna und Armando Diaz zu ehren, die im Ersten Weltkrieg als Generalstabschefs das Heer geführt hatten. Paolo Thaon di Revel, Befehlshaber der Marine im Ersten Weltkrieg, wurde gleichzeitig zum Großadmiral befördert.
1926 erhielten einige Oberbefehlshaber von einzelnen Armeen für ihre Verdienste im Ersten Weltkrieg ebenfalls den Rang eines Marschalls. Auch Pietro Badoglio, der als stellvertretender Generalstabschef 1918 wesentlichen Anteil an der Heeresführung hatte, wurde zum Marschall ernannt.
Weitere Beförderungen erfolgten 1935 und 1936 anlässlich der Unterwerfung Äthiopiens sowie im Zweiten Weltkrieg.
Insgesamt wurden während des Faschismus 13 Heeresgenerale zu Marschällen ernannt. Es gab nur einen Großadmiral und nur einen Luftmarschall. Ab 1938 führten Mussolini und König Viktor Emanuel III. den Dienstgrad Primo Maresciallo dell’Impero („Erster Reichsmarschall“). Dieser stand noch über dem Marschall von Italien und seinen Äquivalenten. Diese Dienstgrade wurden 1947 offiziell abgeschafft.

## Liste
In Klammern stehen die Ernennungsdaten.

Erster Weltkrieg:
- Luigi Cadorna (4. November 1924)
- Armando Diaz (4. November 1924)
- Emanuel Philibert, 2. Herzog von Aosta (25. Juni 1926)
- Pietro Badoglio (25. Juni 1926)
- Enrico Caviglia (25. Juni 1926)
- Gaetano Giardino (25. Juni 1926)
- Guglielmo Pecori Giraldi (25. Juni 1926)

Äthiopienkrieg:
- Emilio De Bono (16. November 1935)
- Rodolfo Graziani (9. Mai 1936)

Zweiter Weltkrieg:
- Ugo Cavallero (1. Juli 1942)
- Ettore Bastico (12. August 1942)
- Umberto II. von Savoyen (29. Oktober 1942)
- Giovanni Messe (12. Mai 1943)

Großadmiral:
- Paolo Thaon di Revel (4. November 1924)

Luftmarschall:
- Italo Balbo (13. August 1933)

## Abzeichen

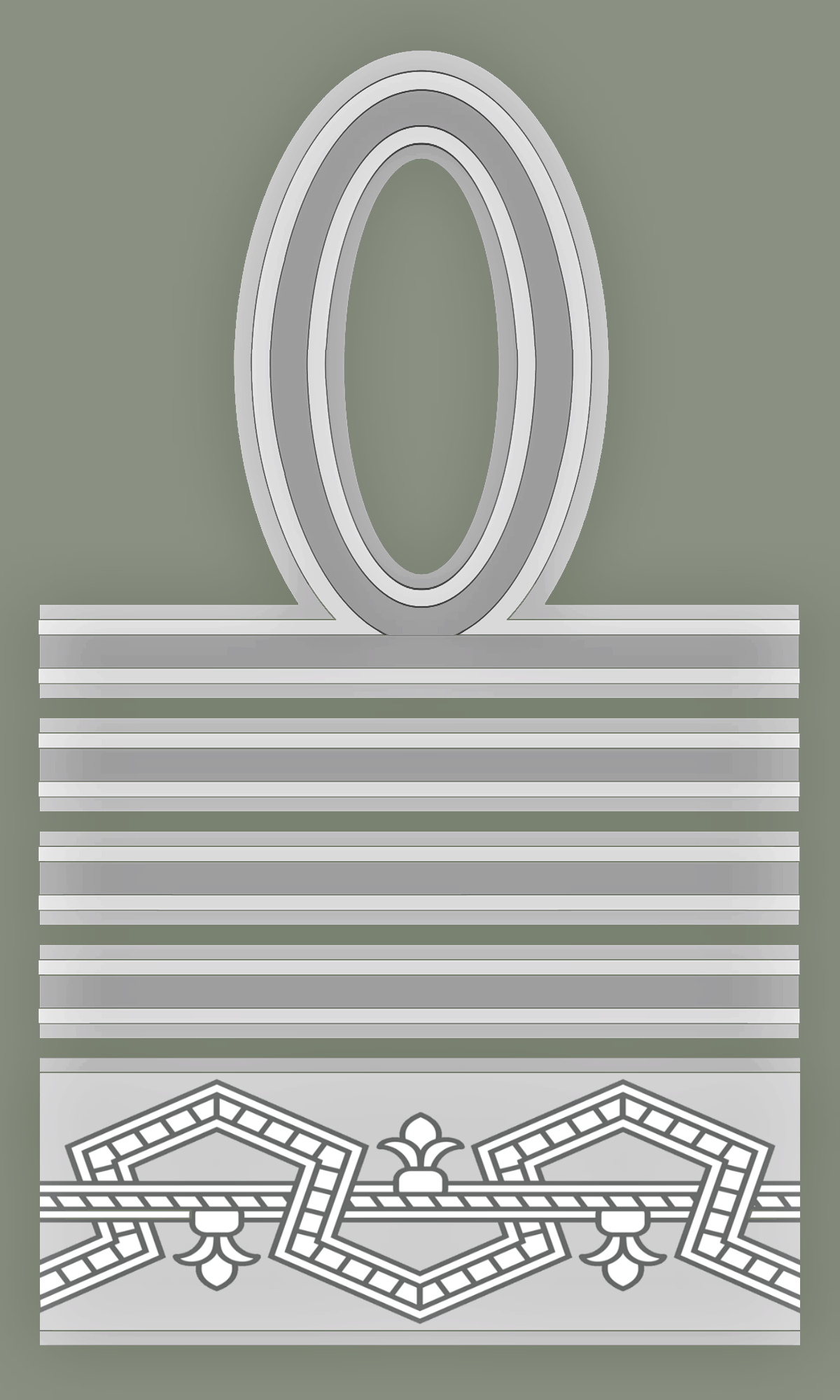
Marschall von Italien
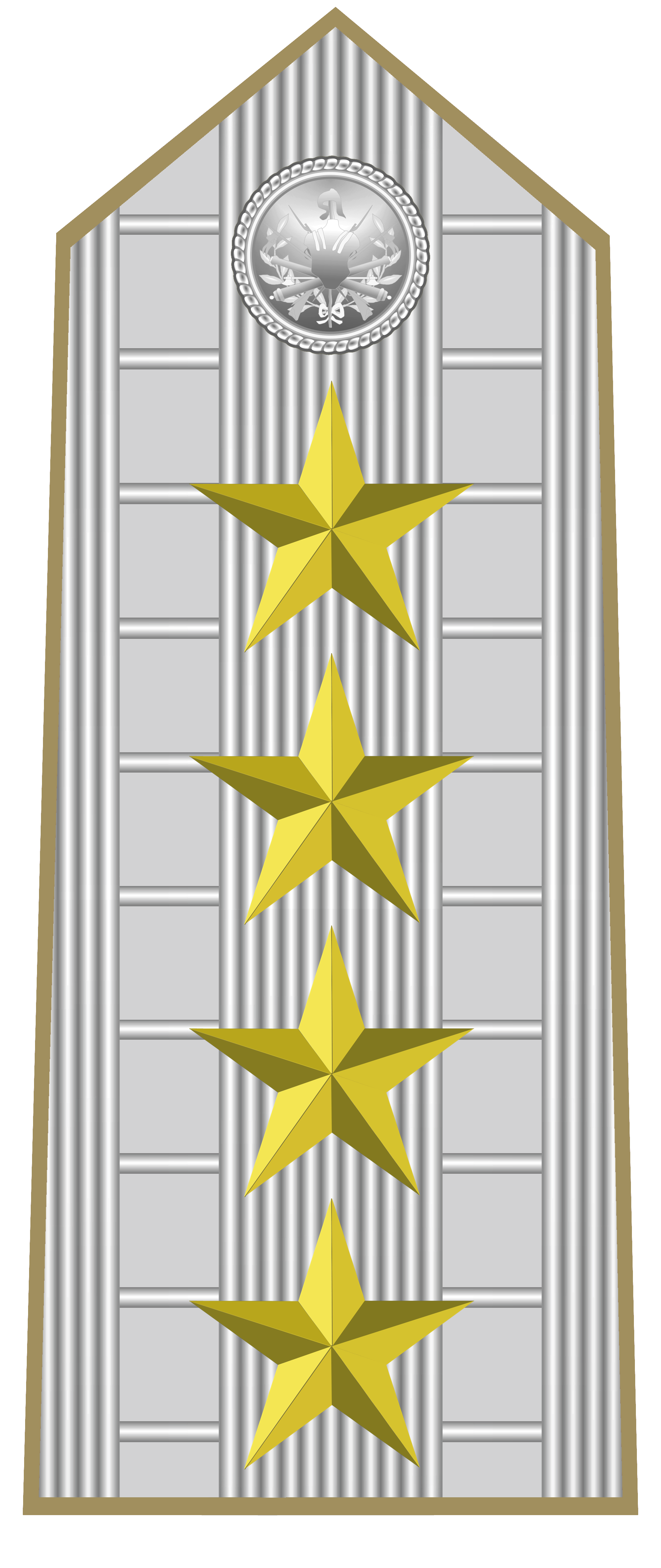
Marschall von Italien (1945–1947)
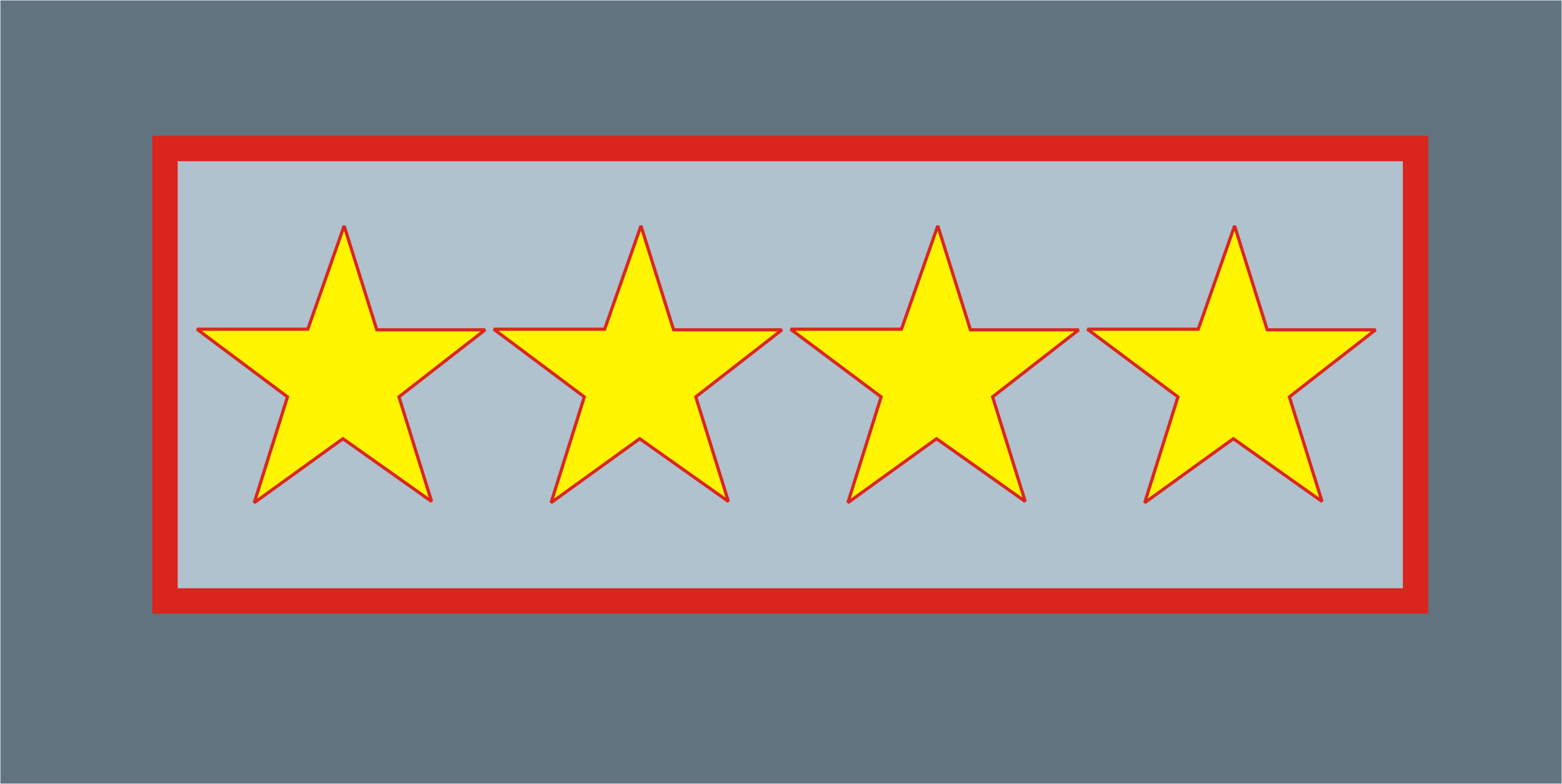
Marschall von Italien (Feldmütze)
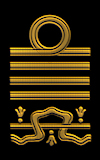
Großadmiral
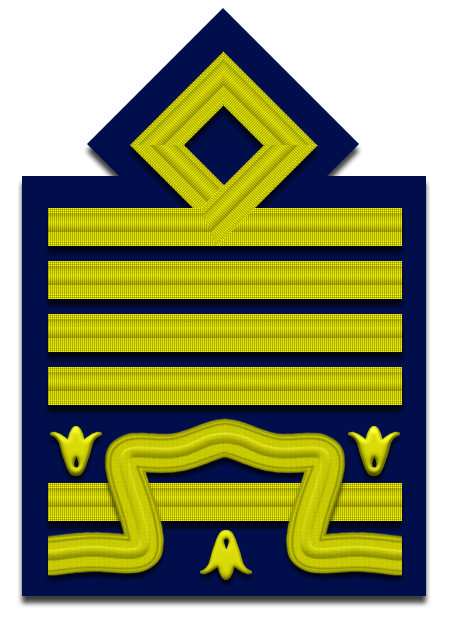
Luftmarschall
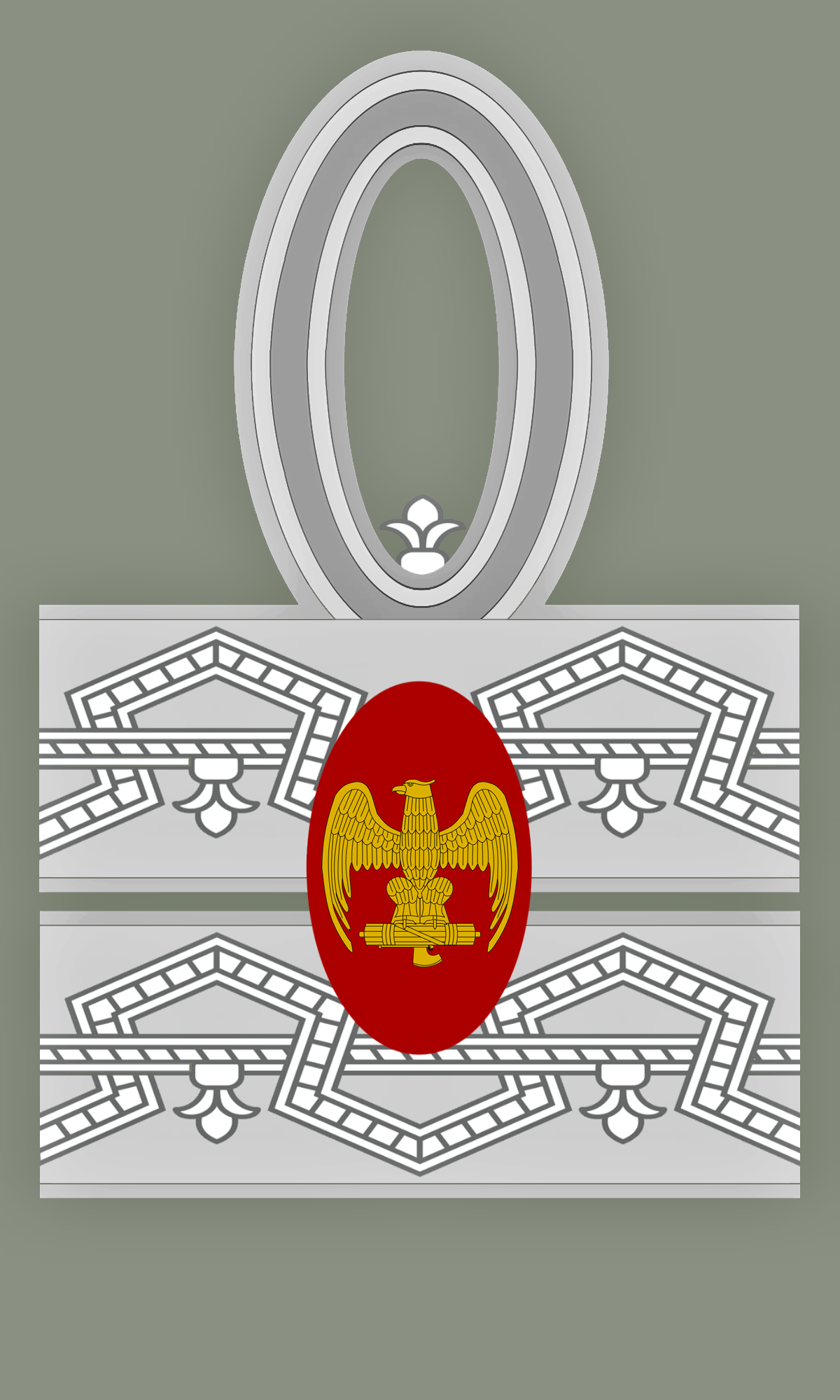
Erster Reichsmarschall

Während des Faschismus wurden bei den Dienstgradabzeichen der Heeresoffiziere im Allgemeinen die Sterne zugunsten von Streifen abgeschafft und damit die Abzeichen des Heeres denen der Marine und der Luftwaffe angeglichen. Das Dienstgradabzeichen des Marschalls von Italien zeigte vier Streifen, an Feldmützen und Schiffchen waren hingegen vier Sterne zu sehen. Obwohl unterhalb des Marschalls vier Generalsdienstgrade standen, hatte das entsprechende Abzeichen keine fünf Streifen oder Sterne. Der Grund dafür ist, dass damals bei den Abzeichen vom Brigadegeneral bis zum Armeegeneral die Progression beim Generalleutnant eine Abweichung aufwies. Der heute drei Sterne aufweisende Generalleutnant (Generale di Corpo d’Armata) hatte damals nur zwei Streifen oder Sterne und eine Krone, der darüber stehende Armeegeneral (Generale d’Armata) hatte drei Streifen oder Sterne. Entsprechendes galt für die äquivalenten Abzeichen bei Marine und Luftwaffe.

## Sonstiges
Der Maresciallo d'Italia ist nicht zu verwechseln mit der Dienstgradgruppe Maresciallo. Der Maresciallo (ohne d’Italia, vier bzw. sechs Stufen) war und ist in Italien ein Unteroffizier mit Portepee.